# Tatiana Ortiz
Tatiana Ortiz, född den 12 januari 1984 i Mexico City, är en mexikansk simhoppare.
Hon tog OS-brons i synkroniserade höga hopp i samband med de olympiska simhoppstävlingarna 2008 i Peking.